# FarWeb
FarWeb è stato un programma televisivo italiano di attualità e politica, condotto dal giornalista e saggista Federico Ruffo andato in onda in seconda serata, su Rai 3, dal 1º dicembre 2017 al 22 dicembre 2017 per un totale di 4 puntate, per la regia di Luigi Montebello.
Il nome del programma si ispirava all'omonimo libro di Matteo Grandi.

## Il programma
Il programma vedeva il conduttore indagare sull'odio online.

## Puntate
| Puntata | Titolo                      | Messa in onda    | Telespettatori | Share |
| ------- | --------------------------- | ---------------- | -------------- | ----- |
| 1       | In nome del popolo italiano | 1º dicembre 2017 | 451.000        | 2.7%  |
| 2       | Tutti contro uno            | 8 dicembre 2017  | 398.000        | 2.4%  |
| 3       | I nuovi crociati            | 15 dicembre 2017 | 528.000        | 3.4%  |
| 4       | Odia chi ti conviene        | 22 dicembre 2017 | 522.000        | 3.2%  |